# Amegilla garrula
Amegilla garrula là một loài Hymenoptera trong họ Apidae. Loài này được Rossi mô tả khoa học năm 1790.